# Севилья, Кароль
Ка́роль Севи́лья (исп. Karol Sevilla), настоящее имя Кароль Ициттери Пинья Сиснерос (исп. Karol Itzitery Piña Cisneros, род. 9 ноября 1999, Мехико) — мексиканская актриса, певица, видеоблогер. Наиболее известна, как Луна Валенте в диснеевском сериале «Я Луна» и как Лупе Диаз в сериале от «Disney +» — «Это всегда была я».  

## Биография
Кароль родилась в совершенно обычной семье 9 ноября 1999 года в Мехико. Девочка с самого раннего детства была очень близка со своей бабушкой Бертой Севильей, которая и привила ей любовь к актёрскому мастерству. В шесть лет Кароль впервые попала на свой первый кастинг, на который её привела бабушка. По словам будущей артистки, родители не знали про это. В день, когда Кароль узнала, что прошла пробы, её бабушка скончалась, что заставило юную актрису работать ещё усерднее. Сценический псевдоним «Севилья», Кароль взяла в память о своей бабушки. На протяжении многих лет девочка упорно трудилась, не покидая съёмочную площадку и даже начала брать уроки вокала. Юная артистка сыграла во многих мексиканский сериалах и записала музыкальные альбомы для детских программ.  
Кароль призналась, что речь никогда не шла о «масштабных кастингах», но волей судьбы пятнадцатилетняя мексиканка попадает на кастинг нового сериала от канала «Дисней». Сериал получил название «Я Лу́на», а Кароль получает главную роль Луны Валенте. Благодаря этой роли Севилья получает всемирную известность.  
В 2017 году Кароль издаёт свою биографическую книгу «Soy Karol Sevilla», чтобы рассказать поклонникам о себе. Девушка также начинает весть свой канал на «YouTube», где выкладывает влоги и каверы на популярные песни. Девушка записывает песню «La bikina», которая становится саундтреком к мультфильму «Тайна Коко».  
В январе 2018 года Кароль выпускает свою «A Bailar», записанную вместе Дэни Мартинесом. В мае в Мексике получила сертификат от «Galerias Plaza De Las Estrellas». В том же году записала саундтрек «El Lugar» для испанской версии мультфильма «Ральф против интернета». В ноябре были даны последние концерты тура сериала «Я Лу́на», и девушка презентовала собственный тур. Кароль исполнила гимн Мексики на матче между своей страной и Аргентиной на чемпионате «Copa Adidas 2018» в Мендосе.     
Кароль анонсировала премьеру своей новой сольной песни «Mil Besos Por Segundo», которая вышла 1 января 2019 года. Девушка становится сотрудником брендов «Gucci» и «Pandora». Весной Севилья стала членом жюри мексиканского телешоу «Pequenos Gigantes».      
В феврале 2020 года девушка записала песню «Vuélveme a Mirar Así» для мексиканского сериала «Soltero con Hijas». И несмотря на то, что ранее Кароль говорила, что хочет в первую очередь заниматься только актёрской карьерой, в интервью девушка всё чаще говорит о том, что хотела бы записать дебютный музыкальный альбом. Летом 2020 года Кароль официально подтвердила, что стала частью лейбла «Seitrack», и на данный момент артистка работает над дебютным музыкальным альбомом. В поддержку пластинки уже вышло пять синглов: «Tus Besos», «Nadie Te Entiende», «Pase Lo Que Pase» (совместно с Джои Монтана), «Dime Dime» и «Miedo de Sentir». 15 июня 2022 года вышел первый сезон сериала «Это всегда была я» от «Disney +» с Кароль в главной роли. Проект был продлён на второй сезон, съёмки завершились в сентябре. В начале 2023 девушка заявила, что планирует работать над новой музыкой самостоятельно, Севилья подтвердила, что покидает лейбл «Seitrack». Приняла участие в съёмках фильма «Это почти рай» режиссёра Маурисио Ломбарди. Анонсировала выход дебютного альбома «LUMINOVA» и одноимённого тура к нему, однако из-за травмы ноги Кароль была вынуждена немного подождать с релизом. На данный момент про выход альбома ничего неизвестно. В июне 2025 года вернулась к роли Луны Валенте в продолжении сериала «Я Луна».            

## Личная жизнь
Был слух о романе Кароль и певца Чако Риваса. Молодые люди часто стали появляться вместе на семейных праздниках.  Кароль засветилась у Чако в романтическом видео в «Instagram Stories», но ролик был поспешно удалён. 
С 2021 года девушка состояла в отношениях с актёром и певцом Эмилио Осорио, с которым в 2020 году записали совместную песню «Coro de Amor». В сентябре 2022 года Кароль официально подтвердила расставание с Эмилио в своих социальных сетях. 
В конце 2023 года была замечена в компании мексиканского певца Марио Баутиста. Однако спустя несколько дней артисты анонсировала совместный сингл «Anonímo», поэтому фанаты пришли к выводу, что «свидания пары» были ни чем иным, как обычным пиар-ходом. С октября 2024 года стало известно, что Кароль состоит в отношениях с мексиканским футболистом Диего Монройем.  

## Туры
- Soy Luna en concierto (2017)
- Soy Luna Live (2018)
- Soy Luna en Vivo (2018)
- Que Se Pare El Mundo Tour (2018—2020)

## Фильмография

### Фильмография
| Год            | Проект                 | Роль                                         | Примечание                  |
| -------------- | ---------------------- | -------------------------------------------- | --------------------------- |
| 2008—2016      | La rosa de Guadalupe   | Различные роли                               | 100 эпизодов                |
| 2009           | Mujeres asesinas       | Сесилия в детстве                            | Эпизод «Cecilia, prohibida» |
| 2010—2011      | Para volver a amar     | Монсе                                        | 3 эпизода                   |
| 2011           | Amorcito corazón       | Мария Лус Лобос Бальестерос по прозв. Марилу | 2 эпизода                   |
| 2012—2014      | Como dice el dicho     | Рената / Татис                               | 2 эпизода                   |
| 2016—наст. вр. | Я Луна                 | Луна Валенте / Соль Бенсон                   | Главная роль                |
| 2017           | Junior Express         | Анхи                                         | Специальный гость           |
| 2018           | Ральф против интернета | Dani Fernández                               | Озвучка (испанская версия)  |
| 2022—2024      | Это всегда была я      | Мария Гваделупе Диас Смит                    | Главная роль                |
| 2024           | Гиганты                | Виктория                                     | Озвучка                     |
| 2024           | Почти рай              | Тереса Рондия                                | Главная роль                |

## Музыка
| Год  | Название                | Примечание                                                       |
| ---- | ----------------------- | ---------------------------------------------------------------- |
| 2018 | «A Bailar»              | Сингл (при участии Дени Мартинеса)                               |
| 2019 | «Mil Besos Por Segundo» | сингл                                                            |
| 2020 | «Vuélveme a Mirar Así»  | Саундтрек к сериалу «Soltero con Hijas»                          |
| 2020 | «Coro de Amor»          | сингл (при участии Эмилио Осарио)                                |
| 2021 | «Tus Besos»             | Сингл                                                            |
| 2021 | «Nadie Te Entiende»     | Сингл                                                            |
| 2021 | «Pase Lo Que Pase»      | Сингл (при участии Джои Монтана)                                 |
| 2022 | «Dime Dime»             | Сингл                                                            |
| 2022 | «La canción mas bonita» | Саунтдрек к сериалу «Это всегда была я» (при участии Пипе Буэно) |
| 2023 | «Miedo de Sentir»       | Сингл                                                            |
| 2023 | «Siempre fui yo»        | Саундтрек к сериалу «Это всегда была я»                          |
| 2023 | «Salud Hermana»         | Сингл (при участии Cielo Torres)                                 |
| 2023 | «Anónimo»               | Сингл, при участии Марио Баутиста                                |
| 2024 | «No Pretendo Negar»     | Саунтдрек к сериалу «Это всегда была я» (при участии Пипе Буэно) |
| 2024 | «Magia»                 | Саунтдрек к сериалу «Это всегда была я»                          |
| 2024 | «Cenicienta»            | Сингл                                                            |
| 2024 | «Weekend»               | Сингл (при участии Timmy Trumpet)                                |
| 2024 | «Otro Mood»             | Сингл                                                            |
| 2024 | «Casi el Paraiso»       | Саундтрек к фильму «Почти рай»                                   |
| 2024 | «Una noche más»         | Сингл (при участии Алана Наварро)                                |

## Премии и номинации
| Год  | Премия                        | Категория                                | Номинированная работа | Результат |
| ---- | ----------------------------- | ---------------------------------------- | --------------------- | --------- |
| 2016 | Kids’ Choice Awards México    | Любимая актриса                          | «Я Луна»              | Номинация |
| 2016 | Kids’ Choice Awards Colombia  | Любимая актриса                          | «Я Луна»              | Номинация |
| 2016 | Kids’ Choice Awards Argentina | Любимая актриса                          | «Я Луна»              | Победа    |
| 2017 | Kids' Choice Awards Mexico    | Любимая актриса                          | «Я Луна»              | Номинация |
| 2017 | Kids' Choice Awards Colombia  | Любимая актриса                          | «Я Луна»              | Победа    |
| 2018 | Premios ChipTV                | Mejor Actriz de Telenovela Internacional | «Я Лу́на»              | Номинация |
| 2018 | Kids' Choice Awards México    | Любимая актриса                          | «Я Лу́на»              | Победа    |
| 2018 | Kids' Choice Awards Argentina | Любимая актриса                          | «Я Лу́на»              | Победа    |
| 2019 | Kids' Choice Awards México    | Любимая актриса                          | «Я Лу́на»              | Победа    |